# Temporada 1989-90 de los Dallas Mavericks
La temporada 1989-90 fue la décima de los Dallas Mavericks en la NBA. La temporada regular acabó con 47 victorias y 35 derrotas, ocupando el sexto puesto de la conferencia Oeste, clasificándose para los playoffs, en los que cayeron en primera ronda ante Portland Trail Blazers. Tardarían once temporadas en regresar a unos playoffs.

## Elecciones en elDraft
| Ronda | Puesto | Jugador     | Posición  | Nacionalidad   | Universidad    |
| ----- | ------ | ----------- | --------- | -------------- | -------------- |
| 1     | 8      | Randy White | Ala-Pívot | Estados Unidos | Louisiana Tech |
| 2     | 35     | Pat Durham  | Alero     | Estados Unidos | Colorado State |
| 2     | 53     | Jeff Hodge  | Escolta   | Estados Unidos | South Alabama  |

## Temporada regular
| División Medio Oeste   | División Medio Oeste | División Medio Oeste | División Medio Oeste | División Medio Oeste | División Medio Oeste | División Medio Oeste | División Medio Oeste | División Medio Oeste |
| Equipo                 | G                    | P                    | %                    | PD                   | Casa                 | Fuera                | Div                  |                      |
| ---------------------- | -------------------- | -------------------- | -------------------- | -------------------- | -------------------- | -------------------- | -------------------- | -------------------- |
| y-San Antonio Spurs    | 56                   | 26                   | .683                 | –                    | 34–7                 | 22–19                | 19–9                 |                      |
| x-Utah Jazz            | 55                   | 27                   | .671                 | 1                    | 36–5                 | 19–22                | 21–7                 |                      |
| x-Dallas Mavericks     | 47                   | 35                   | .573                 | 9                    | 30–11                | 17–24                | 17–11                |                      |
| x-Denver Nuggets       | 43                   | 39                   | .524                 | 13                   | 28–13                | 15–26                | 15–13                |                      |
| x-Houston Rockets      | 41                   | 41                   | .500                 | 15                   | 31–10                | 10–31                | 13–15                |                      |
| Minnesota Timberwolves | 22                   | 60                   | .268                 | 34                   | 17–24                | 5–36                 | 6–22                 |                      |
| Charlotte Hornets      | 19                   | 63                   | .232                 | 37                   | 13–28                | 6–35                 | 7–21                 |                      |

## Playoffs

### Primera ronda
Portland Trail Blazers  vs. Dallas Mavericks
| Fecha       | Partido                                          | Ciudad   |
| ----------- | ------------------------------------------------ | -------- |
| 26 de abril | Portland Trail Blazers 109, Dallas Mavericks 102 | Portland |
| 28 de abril | Portland Trail Blazers 114, Dallas Mavericks 107 | Portland |
| 1 de mayo   | Dallas Mavericks 92, Portland Trail Blazers 106  | Dallas   |
|             | Portland Trail Blazers gana las series 3-0       |          |

## Estadísticas
| Rk | Jugador          | Edad | P  | PT | MP   | TC  | TCI  | %TC  | T3  | T3I | %T3  | TL  | TLI | %TL  | RO  | RD  | RT   | AS  | RB  | TAP | BP  | FP  | PTS  |
| -- | ---------------- | ---- | -- | -- | ---- | --- | ---- | ---- | --- | --- | ---- | --- | --- | ---- | --- | --- | ---- | --- | --- | --- | --- | --- | ---- |
| 1  | Rolando Blackman | 30   | 80 | 80 | 36.7 | 7.8 | 15.7 | .498 | 0.2 | 0.5 | .302 | 3.6 | 4.3 | .844 | 1.1 | 2.4 | 3.5  | 3.6 | 1.0 | 0.3 | 2.2 | 1.6 | 19.4 |
| 2  | Derek Harper     | 28   | 82 | 82 | 36.7 | 6.9 | 14.2 | .488 | 1.1 | 2.9 | .371 | 3.0 | 3.8 | .794 | 0.7 | 2.3 | 3.0  | 7.4 | 2.3 | 0.3 | 2.5 | 2.7 | 18.0 |
| 3  | Roy Tarpley      | 25   | 45 | 35 | 36.6 | 7.0 | 15.5 | .451 | 0.0 | 0.1 | .000 | 2.9 | 3.8 | .756 | 4.2 | 8.9 | 13.1 | 1.5 | 1.8 | 1.6 | 2.6 | 3.6 | 16.8 |
| 4  | Sam Perkins      | 28   | 76 | 70 | 35.1 | 5.7 | 11.6 | .493 | 0.1 | 0.4 | .214 | 4.3 | 5.6 | .778 | 2.8 | 4.8 | 7.5  | 2.3 | 1.2 | 0.8 | 1.9 | 3.0 | 15.9 |
| 5  | James Donaldson  | 32   | 73 | 73 | 31.0 | 3.5 | 6.6  | .539 | 0.0 | 0.0 |      | 2.0 | 2.9 | .700 | 2.1 | 6.5 | 8.6  | 0.8 | 0.3 | 0.6 | 1.6 | 1.8 | 9.1  |
| 6  | Adrian Dantley   | 34   | 45 | 45 | 28.9 | 5.1 | 10.8 | .477 | 0.0 | 0.0 | .000 | 4.4 | 5.6 | .787 | 1.7 | 2.1 | 3.8  | 1.8 | 0.4 | 0.2 | 1.7 | 2.2 | 14.7 |
| 7  | Herb Williams    | 31   | 81 | 19 | 27.1 | 3.6 | 8.2  | .444 | 0.0 | 0.1 | .222 | 1.3 | 2.0 | .679 | 0.9 | 3.9 | 4.8  | 1.5 | 0.6 | 1.3 | 1.3 | 3.0 | 8.6  |
| 8  | Brad Davis       | 34   | 73 | 2  | 17.7 | 2.5 | 5.0  | .490 | 0.5 | 1.4 | .337 | 1.1 | 1.4 | .770 | 0.2 | 1.1 | 1.3  | 3.3 | 0.6 | 0.1 | 1.2 | 2.1 | 6.4  |
| 9  | Bill Wennington  | 26   | 60 | 2  | 13.6 | 1.8 | 3.9  | .449 | 0.0 | 0.1 | .000 | 1.0 | 1.3 | .800 | 1.1 | 2.2 | 3.3  | 0.7 | 0.3 | 0.4 | 0.8 | 2.4 | 4.5  |
| 10 | Randy White      | 22   | 55 | 2  | 12.9 | 1.7 | 4.6  | .369 | 0.0 | 0.3 | .071 | 0.9 | 1.6 | .562 | 1.4 | 1.7 | 3.1  | 0.4 | 0.4 | 0.1 | 0.9 | 2.3 | 4.3  |
| 11 | Anthony Jones    | 27   | 66 | 0  | 9.8  | 1.1 | 2.9  | .371 | 0.1 | 0.2 | .308 | 0.7 | 1.0 | .681 | 0.5 | 0.7 | 1.2  | 0.4 | 0.5 | 0.2 | 0.6 | 1.2 | 3.0  |
| 12 | Steve Alford     | 25   | 41 | 0  | 7.4  | 1.5 | 3.4  | .457 | 0.2 | 0.5 | .318 | 0.9 | 0.9 | .946 | 0.0 | 0.6 | 0.6  | 1.0 | 0.4 | 0.1 | 0.4 | 0.5 | 4.1  |
| 13 | Bob McCann       | 25   | 10 | 0  | 6.2  | 0.7 | 2.1  | .333 | 0.0 | 0.0 |      | 1.2 | 1.4 | .857 | 0.4 | 0.8 | 1.2  | 0.6 | 0.2 | 0.2 | 0.6 | 0.7 | 2.6  |
| 14 | Mark Wade        | 24   | 1  | 0  | 3.0  | 0.0 | 0.0  |      | 0.0 | 0.0 |      | 0.0 | 0.0 |      | 0.0 | 0.0 | 0.0  | 2.0 | 0.0 | 0.0 | 0.0 | 0.0 | 0.0  |
| 15 | Kelvin Upshaw    | 27   | 3  | 0  | 1.3  | 0.3 | 1.0  | .333 | 0.0 | 0.3 | .000 | 0.0 | 0.0 |      | 0.0 | 0.0 | 0.0  | 0.0 | 0.0 | 0.0 | 0.0 | 0.0 | 0.7  |

## Galardones y récords
| Jugador          | Galardón                               |
| Derek Harper     | 2.º Mejor quinteto defensivo de la NBA |
| Rolando Blackman | All-Star                               |